# Tideräkning
Tideräkning handlar om att mäta och ange tiden genom att utnyttja enkelt mätbara astronomiska perioder.
Kronologi (från latin chronologia, från antik grekiska χρόνος, chrónos, "tid"; och -λογία, -logi) är läran om tidsindelning och tideräkning. "Kronologi" betyder även tidsföljd, till exempel i uttrycket "kronologi över Sveriges regenter".
Tideräkningen utgår från den tid det tar för jorden att rotera runt sin egen axel, så att en given punkt åter vänds mot solen. En sådan rotation benämns dygn. Det tar 365,2422 dygn för jorden att fullborda ett varv runt solen. Denna tid kallas ett naturligt år.
Vid tideräkningen använder man endast kalenderår, det vill säga år med hela antal dygn. Detta betyder att ett kalenderår antingen har 365 eller 366 dygn. Det senare fallet kallas skottår och inträffar vart fjärde år med vissa undantag (se julianska och gregorianska kalendern).
I statistiska sammanhang rubbas det mönstret och regelbundenheten om inte alla år innehåller lika många dagar. Ett sätt att komma tillrätta med detta är då att man antar att ett år i medeltal består av 365,25 dygn.
En solcirkel omfattar 28 år. Varje period om 28 år är med hänsyn till veckodagar och datum identiska. Matematiskt härstammar detta från 7 veckodagar multiplicerat med 4. Fyran kommer ifrån skottåren.
Ett matematiskt undantag i årsräkningen utgör år noll, som normalt inte finns annat än som en singulär punkt, som i ett diagram utgör origo. År 1 f.Kr. följs direkt av år 1 (1 e.Kr.) I astronomi och i den internationella datumstandarden ISO 8601 används dock notationen 0 = 1 f.Kr., -1 = 2 f.Kr., osv.
Epok är utgångspunkten för ett nytt tidsskede, en så kallad era.

## Ursprung
Indelningen av dygnet i 24 timmar och året i 12 månader härstammar från babylonierna. Dessa hade i sin tur ärvt sin tideräkning från sumererna, som hade ett talsystem med basen 12. Utifrån detta delade man in dygnet i tolv ljusa och tolv mörka timmar, vilket innebar att timmarna var olika långa beroende på årstid. Detta ändrades 150 f.Kr., då den grekiske astronomen Hipparchos standardiserade tideräkningen så att varje timme var lika lång.

## Tideräkning i den tidiga kristna världen
Att den kristna världen skulle datera årtal efter Kristi födelse var från början inte självklart. Bysantinska historieskrivare fortsatte att använda den äldre judisk-kristna tideräkningsmodellen som utgick från jordens skapelse, så som den hade beräknats av de lärda. Dessa datum skrevs ofta Anno Mundi (världens år), förkortat AM. Sådana tideräkningar hade dock ofta avvikande uppfattning om exakt vilket år som var. Den era som fastslogs av historikern Eusebios av Caesarea blev en av de mest populära.
År 525 utvecklade den skytiske munken Dionysius Exiguus i Rom systemet med att räkna år sedan Kristi födelse, som en del i sitt arbete med att datumbestämma påsken. Med detta system benämns åren Anno Domini (Herrens år), förkortat AD. Nästan undantagslöst antar bibelstuderande idag att Dionysius räknade fel, när han bestämde AD-eran och att Kristi födelse i själva verket bör ha ägt rum någon gång under perioden 8–4 f.Kr. (alltså före det år som anges som Kristi födelse i AD-systemet). Enligt  Matteusevangeliet föddes Jesus innan Herodes den Stores död, vilken ägde rum år 4 f.Kr. Enligt Lukasevangeliet inträffade födelsen då Quirinius var ståthållare över Syrien (efter 6 e.Kr.).
Det kan förefalla något paradoxalt att kristna teologer i allmänhet inte finner det särskilt konfliktfyllt att förlägga Kristi födelse till ett annat år än "år 1". Det är dock intressant att notera det faktum att det första året i den kristna eran (Herrens år) både börjar och slutar med den första veckodagen (söndagen, Herrens dag). Likaså börjar och slutar år 2 på dag 2 (måndag), år 3 på dag 3 (tisdag), år 4 på dag 4 (onsdag), år 5 på dag 5 (torsdag), år 6 på dag 6 (fredag) samt år 7 på dag 7 (lördag). Av de 7 första åren av den kristna eran är alltså inte ett enda år skottår – på grund av ett påbud från kejsar Augustus om att tre skottår skulle hoppas över från och med år 8 f.Kr. (orsaken var att det under perioden 42–9 f.Kr. felaktigt var skottår vart tredje istället för vart fjärde år, något som rättades till genom Augustus beslut att låta skottåren utebli under perioden 8 f.Kr. till 7 e.Kr.). År 8 e.Kr. och vart fjärde år därefter har sedan dess varit skottår enligt den julianska kalendern ända tills den gregorianska kalendern infördes år 1582. Det är därför fullt möjligt att Dionysius medvetet valde att förlägga erans början till det första av de sju sista skottårslösa åren i den julianska kalendern eftersom han rimligen bör ha varit medveten om att han inte visste exakt vilket år Jesus föddes.
Den förste historieskrivare som använde AD som huvudsakligt dateringssystem var Victor av Tonnenna, en afrikansk historiker på 600-talet. Den anglo-saxiske munken Beda använde AD för att datera sin engelska kyrkohistoria, vilken avslutades år 731. Det är värt att notera att Beda befann sig långt utom räckhåll för det romerska riket - han och hans efterföljande hade mycket liten orsak att hålla reda på vilken romersk kejsare som regerat vilket år. Dessutom kunde han inte använda de lokala kungarnas regeringsår, eftersom hans område innefattade inte mindre än sju kungadömen. Eftersom han redan skrivit en världshistoria ända tillbaka till skapelsen, kunde han årtalen. Beda blev också den förste att använda Before Christ (BC) och fastslog att man inte skulle använda något "år 0".
Karl den store och hans efterföljare lärde sig AD-systemet från Alcuin och blev de första som införde det på kontinenten. Från frankernas hov spred sig bruket österut. Vissa menar att övergången till AD var avsedd att minska det sydliga inflytandet och dessutom att avdramatisera vissa apokalyptiska strömningar.
Under denna period fanns fortfarande två betydande eror som konkurrerade med AD; dels martyrernas era, räknad från Diocletianus trontillträde (Diocletianus inledde de sista och mest omfattande utrensningarna av kristna i Rom). Detta system är fortfarande det officiella tideräkningssystemet i koptiska och etiopiska kyrkor. Det andra systemet daterades från Kristi död, vilken så tidigt som av Hippolytus och Tertullianus antogs ha inträffat under tvillingarnas konsulat (29 e.Kr.).

## Tideräkning under medeltiden
Under medeltiden var det cykliska respektive det linjära tidskonceptet under kontrovers enligt G. J. Whitrow. Vetenskapsmän förordade det cykliska synsättet, medan handelsmän förordade det linjära synsättet i samband med deras förordande för storskalig användning av pengar.

## Internationell kalender
Den gregorianska kalendern som infördes i Europa av påven Gregorius XIII 24 februari 1582 har sedan dess blivit den kalender som används i de flesta av jordens länder. I Sverige infördes den gregorianska kalendern år 1753.

## Andra system

### Internationella
Bahá'í-kalendern eller Badí-kalendern är en internationell kalender så till vida att alla bahá'í-troende minoriteter i världens länder använder den jämte den huvudkalender som nyttjas i landet. Kalendern börjar i anslutning till vårdagjämningen den 21 mars och nyårsdagen kallas Naw-Ruz. Den är en solkalender där året indelas i 19 enheter (som allmänt kallas "månader", trots att de inte följer månens cykler utan är decinover (nittondelar) som fått namn efter 19 av Guds egenskaper – "sifater", (صِفَة, på arabiska), alla med 19 dygn som börjar vid solnedgången och inte vid midnatt. 19 sifater med 19 dagar blir 361 dagar. Därför har fyra "skottdagar" –  (fem vid skottår) –  som skjutits in mellan den 18:e och 19:e sifaten, 26 februari – 1 mars enligt den gregorianska kalendern. Under dessa dagar infaller högtiden  Ayyám-i-Há, vilket betyder Dagar av H – dagar av mystik då de troende mediterar över Guds hjärtpunkt eller essens, men också en fest där barnen brukar få gåvor samtidigt som de får lära sig ge med hjärta och glädje.. Kalendern konstruerades av Sayyid Ali Muhammed – mer känd som al-Báb –  från staden Shiraz i Iran under 1840-talet, och år kalendern börjar den 1 prakt år 1 B.E. enligt badí-kalendern respektive den 21 mars 1844 e.Kr. enligt den gregorianska kalendern. Badí-kalendern stadfästes av bahá'í-trons grundare Bahá'u'lláh i dennes lagbok Kitáb-i-Aqdas.

#### Astronomisk tid
Tidpunkter vid händelser i Universum dateras av dagens astronomer enligt julianska dagnummer (Julian Day Number, JDN) med startpunkt 1 januari 4713 f.Kr. enligt den julianska kalendern (24 november 4714 f.Kr. enligt den gregorianska) kl 12:00:00. Eftersom julianska dagnummer är relativt långa (f.n. 7 heltalssiffror) plus att praxis ej längre är att räkna från middagstid, används ofta numera Modified Julian Day Number (MJDN) = JDN - 2400000,5; det motsvarar en epok 17 november 1858 kl 00:00:00.

### Nationella
På nästan alla håll i världen har man utvecklat kalendrar för att hålla reda på tidens gång.
Försök att ersätta A.D.-systemets epok har gjorts, framförallt i Frankrike under franska revolutionens standardiseringsiver. Man räknade årtalen från styrets makttillträde. Dygnet delades in i 10 timmar med 100 minuter och 100 sekunder. Denna kalender var bara i bruk i tretton år när Napoleon I återinförde den gamla tideräkningen.
I Italien under fascisternas styre började man räkna årtalen från makttillträdet och skrev efter franskt revolutionärt mönster årtalen med romerska siffror. Den fascistiska tiden räknades från makttillträdet 1922, så att exempelvis 1934 skrevs "EF XII", och där EF står för Era Fascista. Försöket blev dock inte långlivat.
I Nordkorea baseras landets tideräkning på presidenten Kim Il-sungs födelsedatum den 15 april 1912. Detta år används som Juche 1.  Kalendern använder den gregorianska kalenderns traditionella månader.
I Taiwan är det ofta förekommande att räkna årtal från Taiwans grundande 1912, och officiell japansk tideräkning utgår från regerande kejsares tillträdesår.
Traditionell islamisk tideräkning är fortfarande i bruk i islamiska länder. Tideräkningen börjar med den dag, 16 juli 622, då profeten Muhammed flydde från Mecka till Medina. Det arabiska ordet för flykt är hijra och den islamiska kalendern kallas därför även hijrakalendern. När ett datum anges efter hijrakalendern brukar man skriva ett H efter årtalet, men även AH (latin anno hegirae), det vill säga år efter hijra. Kalendern är en månkalender och månåret består av 12 månvarv och är något kortare än solåret, och på ungefär 30 år har den sammanlagda förskjutningen blivit ett helt år. År 2010 i den gregorianska kalendern motsvarar 1431 i den islamiska.
I Israel används officiellt den traditionella hebreiska tideräkningen enligt den judiska kalendern, som utgår från jordens förmenta skapelse år 3761 f.Kr. Liksom den gregorianska kalendern är den judiska baserad på jordens rörelse och rotation kring solen. Men den skiljer sig genom att även ta hänsyn till månens rörelse kring jorden – det gör att judiska månader har 29–30 dagar.
I Iran utgår den persiska kalendern från profeten Muhammeds utvandring från Mekka till Medina år 622 och det persiska nyåret, nouruz inträffar alltid vid vårdagjämningen, vilket betyder att solårräkning används med 365 dagar uppdelade i 12 månader. Sedan 1925 har Iran – en gång en del av det persiska riket – följt den persiska kalendern som även Afghanistan antog 1957. Kalendern baseras på astrologiska beräkningar utförda i Teheran och Kabul. Ingen annan kalender har kartlagt solens gång så noggrant. Dock räknas det religiösa året alltjämt som månår, vilket då bland annat styr förläggandet av den heliga fastemånaden ramadan, som alltså alltjämt är en i solåret rörlig tidpunkt.
I Iran infördes på 1970-talet en ny tideräkning, som utgick från Darius tid för omkring 3 500 år sedan enligt VT. Årets längd och skottåren behölls enligt den gregorianska kalendern. Nyårets början (nouruz, نوروز, på engelska stundom transkriberat now rus, behölls traditionellt vid vårdagjämningen 03–20.
Kambodja, Laos, Myanmar och Thailand använder den buddhistiska kalendern som börjar vid Buddhas födelse år 543 f.Kr. Det finns emellertid flera andra buddhistiska tideräkningar vilket skapar en hel del förvirring kring högtiderna. De flesta firar nyår när gregorianska kalendern visar 3 januari, tibetanerna firar dagen den 18 februari och andra väntar till 2 april. Buddhas födelse- och dödsdag ligger emellertid fast – den 15 februari respektive den 13 maj.
I Etiopien gäller en kristen, koptisk kalender som ursprungligen skapades som ett alternativ till den julianska. Den ortodoxa etiopiska kyrkan förvaltar tideräkningen och har slagit fast att universum skapades 5.500 år före Jesu födelse, detta enligt Septuaginta vars släkttavlor i Första Moseboken kap 5 och 11 skiljer sig från den masoretiska texten som de flesta av dagens Bibelöversättningar bygger på.
Intresset för astrologi är stort i Indien och det har lett till ett otal olika tideräkningar i landet. När Indien blev självständigt fick en regeringskommission uppgiften att skapa en gemensam kalender. Resultatet presenterades 1957 – The National Calendar of India. Den indiska tideräkningen börjar år 79 e.Kr.
Officiellt följer Kina den gregorianska kalendern, men den kinesiska är mer utbredd bland vanligt folk. Förr användes en liknande kalender i Japan, men nu följer landet den gregorianska kalendern.